# Dürnten
Dürnten is een gemeente en plaats in het Zwitserse kanton Zürich, en maakt deel uit van het district Hinwil.
Dürnten telt 6343 inwoners.

## Geboren
- Paul Egli (1911-1997), wielrenner